# Rimbach (Haut-Palatinat)
Pour les articles homonymes, voir Rimbach.
Rimbach est une commune de Bavière (Allemagne), située dans l'arrondissement de Cham, dans le district du Haut-Palatinat.